# 【최애의 아이】 (애니메이션)
《【최애의 아이】》(일본어: 【推しの子】 오시노코[*])는 아카사카 아카가 원작을 맡고 요코야리 멘고가 작화를 맡은 동명의 만화를 원작으로 한 애니메이션이다.
제1기는 2023년 4월부터 6월까지 TOKYO MX 등에서 방송되었다. 원작의 프롤로그 〈유년기〉부터 제4장 〈퍼스트 스테이지편〉까지의 내용(원작 제1권 에서 제4권까지)가 원작에 따른 형태로 애니메이션화되었다.
제1화는 90분의 확대 스페셜로서 방송된다. 또, 방송에 앞서 3월 17일부터 전국의 영화관에서 제1화가 '【최애의 아이】 Mother and Children'이라는 제목으로 선행 상영되었다. 배급은 카도카와 ANIMATION.
제1기의 방송 종료 후, 제2기의 제작이 발표되었다. 2024년 7월부터 10월까지 TOKYO MX 등에서 방송되었다.
제2기의 방송 종료 후, 제3기의 제작이 발표되었다.

## 등장인물
- 아이 / 호시노 아이 - 성우: 타카하시 리에[7]
- 아쿠아 / 호시노 아쿠아마린 - 성우: 오오츠카 테카오 / 우치야마 유미(어린 시절)[7]
- 루비 / 호시노 루비 - 성우: 이고마 유리에[7]
- 아리마 카나 - 성우: 한 메구미[7]
- 쿠로카와 아카네 - 성우: 이와미 마나카[7]
- MEM쵸 - 성우: 오오쿠보 루미[7]

## 스태프
- 원작 - 아카사카 아카, 요코야리 멘고[7]
- 감독 - 히라마키 다이스케[7]
- 조감독 - 네코토미 챠오[7], 니시나 쿠니야스(제2기)
- 시리즈 구성·각본 - 타나카 진[7]
- 캐릭터 디자인 - 히라야마 칸나[7]
- 서브 캐릭터 디자인 - 사와이 슌[8]
- 프롭 디자인 - 하코다 나나미(제1기), 마츠모토 미키(제1기), 와타나베 사토미(제2기)
- 메인 애니메이터 - 오사메 타케시(제1기), 사와다 켄지(제1기), 하야카와 아사미, 요코야마 호노카(제1기), 미즈노 키미아키, 무로가 아야카
- 미술 감독 - 우사미 테츠야[8]
- 미술 설정 - 미즈모토 코타[8]
- 색채 설계 - 이시구로 케이[8]
- 촬영 감독 - 쿠와노 타카후미[8]
- 편집 - 츠보네 켄타로[8]
- 음악 - 이가 타쿠로[8]
- 음향 감독 - 타카데라 타케시[8]
- 음향 효과 - 카와다 키요타카[8]
- 음악 프로듀서 - 미즈토리 치에코
- 음악 제작 - KADOKAWA
- 프로듀서 - 요시오카 타쿠야, 야마시타 신페이, 네기시 겐키(제1기), 카마타 하지메, 아오무라 요스케, 오카가와 히로키(제2기)
- 제작 프로듀서[주 1] - 코바야시 료
- 애니메이션 제작 - 동화공방[7]
- 제작 - 【최애의 아이】 제작위원회[9](KADOKAWA, 슈에이샤, 동화공방, CyberAgent)

## 제작

### 기획
아카사카 아카의 《카구야 님은 고백받고 싶어 ~천재들의 연애 두뇌전~》, 요코야리 멘고의 《쓰레기의 본망》은 모두 애니플렉스가 DVD/Blu-ray Disc 판매원으로서 제작에 참가하고 있지만, 본작에서는 KADOKAWA가 DVD/Blu-ray Disc 판매원으로서 IP 라이센스를 취득했다.
애니메이션화의 기획을 제안한 것은, KADOKAWA 소속의 프로듀서인 요시오카 타쿠야다. 원작 만화를 이전부터 읽고 있고, 애니메이션화하고 싶다고 생각해, 출판원인 슈에이샤와 KADOKAWA 사내에 본작의 애니메이션화 기획을 제안했었다. 그 무렵, 같은 KADOKAWA 소속의 프로듀서인 야마시타 신페이와 본작의 감독인 히라마키 다이스케와의 논의 속에서, 동화공방에서 본작을 애니메이션화하고 싶다는 취지의 이야기를 우연히 했다. 그 후, 요시오카와 야마시타 두 명이 프로듀서가 되어, 본작의 애니메이션화 기획이 본격 시동했다.
제1화 90분 확대판에 관해서는, 프로듀서 요시오카와 야마시타가 원작 1권의 내용을 어떻게 할지 토론했을 때에, 1권의 내용을 그대로 1화로 만드는 것, 극장에서 1화를 선행 공개하는 것을 발안했다. 그 후, 두 명은 원작자와 슈에이샤, 동화공방에 그것을 제안해, 실현하기에 이르렀다.

### 연출
감독은 《나에게 천사가 내려왔다!》, 《사랑하는 소행성》 《SELECTION PROJECT》를 맡은 히라마키 다이스케가 맡았다. 히라마키는 시청자들이 '원작대로네'라고 생각하게 하는 것을 의식해 제작했다며 '소리든 그림이든 원작보다 '담지 말자'고 원작대로 되지 않는다. 거기에 자신의 능력을 뿌리치는 방향이었다.'라고 말했다.
히라마키는 애니메이션은 원작과 타임 시차가 있기 때문에, 아카네의 불길을 비롯한 시사적인 문제도 원작보다 차분한 심경에서 볼 수 있다고 말했다.
본작의 서스펜스적 요소를 표현하는 데 히라마키는 '사이와 색'을 의식했다고 한다. 색에 대해서는 경치나 인간의 모습에 푸르스름함을 더함으로써 공포감을 연출해, 사이에 대해서는 개그 터치와 서스펜스 터치를 어떤 순서로 비추고, 어떤 리듬으로 하면 재미가 될 것인가를 따졌다고 말했다.
댄스 파트에 대해 히라마키는 '아이돌이 노래하고 춤추는 애니메이션이 많은 시대이기 때문에, 카메라를 빙빙 돌리거나 표정에 다가가고, 중요한 부분은 칼로리를 올리는 것으로 전망을 의식했습니다.'라고 말했다. B코마치의 〈사인은 B〉에 대해서는 포메이션 댄스를 넣는 것으로 그룹 아이돌다움을 의식하고, 게다가 아이가 센터를 맡고 있는 것을 강조하기 위해서, 아이의 가까운 컷을 많이 하고 있다고 한다. 이러한 연출은 《SELECTION PROJECT》에서의 노하우가 살아났다고 말했다.

## 주제가
아이돌(アイドル)
YOASOBI의 제1기 오프닝 테마. 작사·작곡·편곡은 Ayase.
아카사카 아카가 새로 쓴 소설 '45510'을 원작으로 제작된 곡이다.
메피스토(メフィスト)
여왕벌에 의한 제1기 엔딩 테마. 작사·작곡은 바라조노 아부, 편곡은 여왕벌과 츠카다 코지, 현악기 편곡은 나가시마 미노리.
Fatal(ファタール)
GEMN(나카지마 켄토, 키타니 타츠야)에 의한 제2기 오프닝 테마. 작사·작곡은 Tatsuya Kitani, 편곡은 Giga.
Burning
히츠지분가쿠에 의한 제2기 엔딩 테마. 작사·작곡은 시오츠카 모에카, 편곡은 히츠지분가쿠.

## 삽입곡
사인은 B -아이 Solo Ver.-(サインはB -アイ Solo Ver.-)
B코마치 아이(타카하시 리에)에 의한 제1기 제1화 삽입곡. 작사·작곡은 오오이시 마사요시, 편곡은 야시킨.
STAR☆RAIN -아이 Solo Ver.-(STAR☆RAIN -アイ Solo Ver.-)
B코마치 아이(타카하시 리에)에 의한 제1기 제1화 삽입곡. 작사·작곡은 오노데라 유스케, 편곡은 와키 마사토미.
HEART's☆KISS -아이 Solo Ver.-(HEART's☆KISS -アイ Solo Ver.-)
B코마치 아이(타카하시 리에)에 의한 제1기 제1화 삽입곡. 작사·작곡·편곡은 시타라 테츠야.
삐에용 부트 댄스(ぴえヨンブートダンス)
삐에용(무라타 타이시)에 의한 제1기 제5화 삽입곡. 작사는 삐요스야 챠보, 작곡·편곡은 삐요스야 차보, 삐요사키 아야토, 삐요바나 료스케.
Full Moon…!
아리마 카나(한 메구미)에 의한 제1기 제9화 삽입곡. 작사·작곡은 Jun Payer, 편곡은 yamazo.
피망 체조(ピーマン体操)
아리마 카나(한 메구미)에 의한 제1기 제9화 삽입곡. 작사·작곡·편곡은 Kijibato.
STAR☆T☆RAIN -New Arrange Ver.-
B코마치 루비(이고마 유리에)·아리마 카나(한 메구미)·MEM쵸(오오쿠보 루미)에 의한 제1기 제11화 삽입곡. 작사·작곡은 오노데라 유스케, 편곡은 카와이 타이시.
사인은 B -New Arrange Ver.-
B코마치 루비(이고마 유리에)·아리마 카나(한 메구미)·MEM쵸(오오쿠보 루미)에 의한 제1기 제11화 삽입곡. 작사·작곡은 오오이시 마사요시, 편곡은 시라토 유스케.
POP IN 2
B코마치 루비(이고마 유리에)·아리마 카나(한 메구미)·MEM쵸(오오쿠보 루미)에 의한 제2기 제23화 삽입곡. 작사는 츠무기 샤치, 작곡은 쿠시타 마인, 츠무기 샤치, 편곡은 쿠시타 마인.

## 평가

### 반향
90분 확대판으로서 제1화가 방송된 4월 12일 심야에는 트위터의 일본과 세계의 트렌드에서 1위를 기록했다.
2023년 4월에 방송이 개시되면서 원작 만화는 크게 매출을 늘리고, 애니메이션 방송 전 2023년 3월 시점에서 450만 부였던 것이 방송 중인 2023년 6월에 900만 부를 돌파 그리고 2023년 7월에 1200만 부를 돌파했다.

### 매출
본작의 Blu-ray Disc 및 DVD의 제1권 첫주 매출은 8391장을 기록해, 주간 Blu-ray 랭킹(오리콘 조사)에서 5위를, 주간 DVD 랭킹(오리콘 조사)에서 9위를 기록했다.

## 에피소드 목록
| 화수   | 제목                                  | 각본            | 그림 콘티                                       | 연출                                                             | 작화 감독 | 총작화 감독                          | 방송일          |
| 제1기  | 제1기                                 | 제1기           | 제1기                                           | 제1기                                                            | 제1기 | 제1기                                | 제1기           |
| ------ | ------------------------------------- | --------------- | ----------------------------------------------- | ---------------------------------------------------------------- | --- | ------------------------------------ | --------------- |
| 제1화  | Mother and Children                   | 타나카 진       | 히라마키 다이스케 네코토미 챠오 나카타니 아사미 | 히라마키 다이스케 네코토미 챠오 나카타니 아사미 이토 료타 김성민 | 히라야마 칸나 사와이 슌 야마노 마사아키 오사메 타케시 요시카와 마호 사토 슈타 오니시 마사토 우노 토모코 아츠미 토모야 TOMATO 하야카와 아사미 마츠모토 미키 요코야마 호노카 하타 호노카 히라야마 칸나                                                                                   | 히라야마 칸나                        | 2023년 4월 12일 |
| 제2화  | 三つ目の選択肢 세 번째 선택지         | 타나카 진       | 마스나리 코지                                   | 김성민                                                           | 오사메 타케시 사와이 슌 사토 슈타 이나데 하루카 하야카와 아사미 우노 토모코 | 요시카와 마호 히랴아마 칸나          | 4월 19일        |
| 제3화  | 漫画原作ドラマ 만화 원작 드라마       | 타나카 진       | 카쿠치 타쿠다이 오오니시 켄타                   | 우치노미야 코키                                                  | 야마노 마사아키 오구라 히로유키 히라즈카 토모야 핫토리 미유 소가 아츠시 모토야 아이 난베 히로미 타테구치 노리타카 아츠미 토모야 | 아츠미 토모야                        | 4월 26일        |
| 제4화  | 役者 연기자                           | 타나카 진       | 이토 료타                                       | 니시나 쿠니야스                                                  | 요코야마 호노카 무로가 아야카 이타쿠라 켄 나가오 케이고 오오노 츠토무 | 마츠모토 미키                        | 5월 3일         |
| 제5화  | 恋愛リアリティショー 연애 리얼리티 쇼 | 타나카 진       | 김성민                                          | 김성민                                                           | 와타나베 사토미 하야카와 아사미 오사메 타케시 이타쿠라 켄 우노 토모코 사토 슈타 사와이 슌 소가 아츠시 난베 히로미 오구라 히로유키 시부야 켄타로 히라야마 칸나 | 히라야마 칸나                        | 5월 10일        |
| 제6화  | エゴサーチ 에고서핑                   | 타나카 진       | 니시나 쿠니야스                                 | 니시나 쿠니야스                                                  | 무로가 아야카 요코야마 호노카 오사메 타케시 요피 오사시미마루 분야마 Kien Myra | 아츠미 토모야 마지로 카츠마타 마사토 | 5월 17일        |
| 제7화  | バズ 인급동                           | 타나카 진       | 이리에 야스히로                                 | 이리에 야스히로                                                  | 야마노 마사아키 이나데 하루카 타테구치 노리타카 히라즈카 토모야 소가 아츠시 요피 오사시미마루 분야마 | 마츠모토 미키                        | 5월 24일        |
| 제8화  | 初めて 처음                           | 타나카 진       | 스즈키 모에 요시카와 히로아키                   | 히라마키 다이스케                                                | 와타나베 사토미 하야카와 아사미 오사메 타케시 사와이 슌 오구라 히로유키 사토 슈타 시부야 켄타로 마츠모토 미키 이나데 하루카 타테구치 노리타카 히라즈카 토모야 소가 아츠시 히라야마 칸나                                                                                                | 히라야마 칸나                        | 6월 7일         |
| 제9화  | B小町 B코마치                         | 타나카 진       | 요시카와 히로아키                               | 우치노미야 코키 김성민 히라마키 다이스케                         | 요코야마 호노카 오구라 히로유키 핫토리 미유 모토야 아이 난베 히로미 무라타 유스케 우노 토모코 사토 슈타 하야카와 아사미 사와이 슌 나루세 아이 아츠미 토모야 세가와 타케히사 요피 오사시미마루 분야마                                                                                   | 아츠미 토모야 카츠마타 마사토 마지로 | 6월 14일        |
| 제10화 | プレッシャー 부담감                   | 타나카 진       | 토쿠노 유지                                     | 토쿠노 유지                                                      | 야마노 마사아키 히라즈카 토모야 하야카와 아사미 소가 아츠시 시부야 켄타로 타테구치 노리타카 이나데 하루카 핫토리 미유 사토 슈타 무토 미키 | 마츠모토 미키                        | 6월 21일        |
| 제11화 | アイドル 아이돌                       | 타나카 진       | 노로 스미에                                     | 니시나 쿠니야스 히라마키 다이스케                                | 히라야마 칸나 사와이 슌 오사메 타케시 와타나베 사토미 하야카와 아사미 난베 히로미 이나데 하루카 야마노 마사아키 마츠모토 마키 아카리 아츠미 토모야 무토 미키 시부야 켄타로 핫토리 미유 모토야 아이 사토 슈타 요코야마 호노카 소가 아츠시 우노 토모코 타테구치 노리타카 히라즈카 토모야 | 히라야마 칸나                        | 6월 28일        |
| 제2기  |                                       |                 |                                                 |                                                                  | |                                      |                 |
| 제12화 | 東京ブレイド 도쿄 블레이드            | 타나카 진       | 니시나 쿠니야스                                 | 니시나 쿠니야스                                                  | 히라야마 칸나 | 히라야마 칸나                        | 2024년 7월 3일  |
| 제13화 | 伝言ゲーム 말 전달 게임               | 타나카 진       | 히라마키 다이스케                               | 코마츠 카즈에                                                    | 사와이 슌 무로가 아야카 타테구치 노리타카 | 와타나베 사토미                      | 7월 10일        |
| 제14화 | リライティング 각색                   | 타나카 진       | 니시무라 다이스케                               | 니시무라 다이스케                                                | 미즈노 키미아키 소가 아츠시 요코야마 호노카 | 요코야마 호노카                      | 7월 17일        |
| 제15화 | 感情演技 감정 연기                    | 타나카 진       | 우치노미야 코키                                 | 우치노미야 코키                                                  | 하야카와 아사미 슈리 이자와 타마미 야마모토 에츠코 소가 아츠시 | 이나데 하루카                        | 7월 24일        |
| 제16화 | 開幕 개막                             | 타나카 진       | 이리에 야스히로                                 | 오가사와라 카즈마                                                | 다이도우지 미호 오쿠타니 카나 카즈야마 유이 이리에 켄지 키쿠치 요코 | 켄모츠 케빈 유타 히라야마 칸나       | 7월 31일        |
| 제17화 | 成長 성장                             | 타나카 진       | 네코토미 챠                                     | 네코토미 챠                                                      | 야마모토 에미리 이나데 하루카 와타나베 사토미 타니구치 준이치로 미즈노 키미아키 무로가 아야카 타테구치 노리타카 | 와타나베 사토미                      | 8월 7일         |
| 제18화 | 太陽 태양                             | 타나카 진       | 니시나 쿠니야스                                 | 니시나 쿠니야스                                                  | 핫토리 미유 하야카와 아사미 슈리 사와이 슌 무로가 아야카 미즈노 키미아키 | 요코야마 호노카                      | 8월 14일        |
| 제19화 | トリガー 방아쇠                       | 타나카 진       | 네코토미 챠오 니시나 쿠니야스 히라마키 다이스케 | 네코토미 챠오 니시나 쿠니야스 히라마키 다이스케                  | 히라야마 칸나 이자와 타마미 켄모츠 케빈 유타 모토야 아이 야마모토 에츠코 타테구치 노리타카 소가 아츠시 | 히라야마 칸나                        | 8월 21일        |
| 제20화 | 夢 꿈                                 | 타나카 진       | 히라마키 다이스케 코마츠 카즈에                 | 히라마키 다이스케 코마츠 카즈에                                  | 핫토리 미유 슈리 야마모토 레오 오구라 히로유키 사와이 슌 카와모토 유키코 모토야 아이 이소모토 마사히로 이타쿠라 켄 미즈노 키미아키 타니구치 준이치로 나가타 쿄코 타테구치 노리타카 무로가 아야카                                                                                       | 이나데 하루카 무로가 아야카          | 8월 28일        |
| 제21화 | カイホウ 해방                         | 오오우치 타마호 | 니시무라 다이스케                               | 니시무라 다이스케                                                | 켄모츠 케빈 유타 이노우에 나츠미 키타가와 토모코 이자와 타마미 무라카미 에리나 하야카와 아사미 나카가와 히로미 야마모토 에츠코 소가 아츠시 테구치 노리타카 | 요코야마 호노카                      | 9월 11일        |
| 제22화 | 自由 자유                             | 오오우치 타마호 | 이리에 야스히로                                 | 타케우치 타카시 키타무라 마사시                                  | 이나데 하루카 이소모토 마사히로 김혜수 슈리 핫토리 미유 오구라 히로유키 야마모토 레오 모토야 아이 이타쿠라 켄 나가타 쿄코 소가 아츠시 | 와타나베 사토미                      | 9월 18일        |
| 제23화 | 再会 재회                             | 타나카 진       | 니시나 쿠니야스                                 | 니시나 쿠니야스                                                  | 카와모토 유키코 이자와 타마미 히구치 준이치 켄모츠 케빈 유타 사와이 슌 쿠노 사요 타니구치 준이치로 소가 아츠시 야마모토 에츠코 미즈노 키미아키 | 이나데 하루카 무로가 아야카          | 9월 25일        |
| 제24화 | 願い 소원                             | 타나카 진       | 히라마키 다이스케 이리에 야스히로               | 히라마키 다이스케                                                | 김혜수 이노우에 나츠미 하야카와 아사미 오구라 히로유키 핫토리 미유 키타가와 토모코 이자와 타마미 사와이 슌 무로타 유헤이 야마모토 레오 아츠미 토모야 이소모토 마사히로 슈리 야마모토 에츠코 소가 아츠시 미즈노 키미아키 타테구치 노리타카 타니구치 준이치로                            | 히라야마 칸나                        | 10월 6일        |

## BD / DVD
| 권    | 발매일           | 수록화          | 규격품번  | 규격품번   |
| 권    | 발매일           | 수록화          | BD        | DVD        |
| 제1기 | 제1기            | 제1기           | 제1기     | 제1기      |
| ----- | ---------------- | --------------- | --------- | ---------- |
| 1     | 2023년 6월 28일  | 제1화           | KAXA-8601 | KABA-11371 |
| 2     | 2023년 7월 26일  | 제2화~제3화     | KAXA-8602 | KABA-11372 |
| 3     | 2023년 8월 30일  | 제4화~제5화     | KAXA-8603 | KABA-11373 |
| 4     | 2023년 9월 27일  | 제6화~제7화     | KAXA-8604 | KABA-11374 |
| 5     | 2023년 10월 25일 | 제8화~제9화     | KAXA-8605 | KABA-11375 |
| 6     | 2023년 11월 29일 | 제10화~제11화   | KAXA-8606 | KABA-11376 |
| 제2기 |                  |                 |           |            |
| 1     | 2024년 10월 25일 | 제12화 - 제14화 | KAXA-8911 | KABA-11601 |
| 2     | 2024년 11월 27일 | 제15화 - 제16화 | KAXA-8912 | KABA-11602 |
| 3     | 2024년 12월 25일 | 제17화 - 제18화 | KAXA-8913 | KABA-11603 |
| 4     | 2025년 1월 24일  | 제19화 - 제20화 | KAXA-8914 | KABA-11604 |
| 5     | 2025년 2월 26일  | 제21화 - 제22화 | KAXA-8915 | KABA-11605 |
| 6     | 2025년 3월 26일  | 제23화 - 제24화 | KAXA-8916 | KABA-11606 |

## 음악 상품
| 발매일                         | 제목                                                | 규격품번   | 수록곡 |
| ------------------------------ | --------------------------------------------------- | ---------- | --- |
| 2023년 7월 5일                 | TV 애니 '【최애의 아이】' 캐릭터 송 CD Vol.1        | ZMCZ-16721 | 1. STAR☆T☆RAIN -アイ Solo Ver.- 2. サインはB -アイ Solo Ver.- 3. HEART's♡KISS -アイ Solo Ver.- 4. STAR☆T☆RAIN -アイ Solo Ver.- (instrumental) 5. サインはB -アイ Solo Ver.- (instrumental) 6. HEART's♡KISS -アイ Solo Ver.- (instrumental)                                                                              |
| 2023년 7월 5일                 | TV 애니 '【최애의 아이】' 캐릭터 송 CD Vol.2        | ZMCZ-16722 | 1. STAR☆T☆RAIN -New Arrange Ver.- 2. サインはB -New Arrange Ver.- 3. HEART's♡KISS -New Arrange Ver.- 4. STAR☆T☆RAIN -New Arrange Ver.- (instrumental) 5. サインはB -New Arrange Ver.- (instrumental) 6. HEART's♡KISS -New Arrange Ver.- (instrumental)                                                                  |
| 2023년 7월 5일                 | TV 애니 '【최애의 아이】' 캐릭터 송 Vol.2.5         | 配信限定   | 1. STAR☆T☆RAIN -ルビー Solo Ver.- 2. STAR☆T☆RAIN -有馬かな Solo Ver.- 3. STAR☆T☆RAIN -MEMちょ Solo Ver.- 4. サインはB -ルビー Solo Ver.- 5. サインはB -有馬かな Solo Ver.- 6. サインはB -MEMちょ Solo Ver.- 7. HEART's♡KISS -ルビー Solo Ver.- 8. HEART's♡KISS -有馬かな Solo Ver.- 9. HEART's♡KISS -MEMちょ Solo Ver.- |
| 2023년 7월 5일                 | TV 애니 '【최애의 아이】' 캐릭터 송 CD Vol.3        | ZMCZ-16723 | 1. ぴえヨンブートダンス 2. ピーマン体操 3. Full moon…! 4. ぴえヨンブートダンス (instrumental) 5. ピーマン体操 (instrumental) 6. Full moon…! (instrumental) |
| 2023년 6월 28일(음악 스트리밍) | TV 애니 '【최애의 아이】' 오리지널 사운드트랙       |            | 전 62곡 |
| 2023년 9월 27일(CD)            | TV 애니 '【최애의 아이】' 오리지널 사운드트랙       | ZMCZ-16881 | 전 62곡 |
| 2024년 10월 9일                | TV 애니 '【최애의 아이】' 캐릭터 송 CD Vol.4        | ZMCZ-17831 | 1. POP IN 2 2. Say What? 3. 深海52Hz 4. POP IN 2 (instrumental) 5. Say What? (instrumental) 6. 深海52Hz (instrumental) |
| 2024년 10월 9일                | TV 애니 '【최애의 아이】' 오리지널 사운드트랙 Vol.2 | ZMCZ-17561 | 전 39곡 |

## Web 라디오
아쿠아 역의 오오츠카 타케오와 루비 역의 이고마 유리에에 의한 Web 라디오 '【최애의 아이】의 이야기'(약칭은 오시라지)가, 2023년 4월 7일부터 유튜브의 'TV 애니메이션 "【최애의 아이】" 공식 채널'에 격주 금요일 21시에 올라온다.
파생 프로그램으로서, 쿠로카와 아카네 역의 이와미 마나카와 MEM쵸 역의 오오쿠보 루미에 의한 '이치고 프로덕션 급탕실'도 2023년 5월 18일에 올라왔다.

### 내용주
1. ↑  제1화는 '애니메이션 프로듀서'로서 크레딧.
2. ↑  Blu-ray Disc: 7146장, DVD: 1245장

### 참조주
1. 1 2  “TVアニメ第1話放送に先駆け全国劇場で“先行上映”決定！”. 《애니 "【최애의 아이】" 공식 사이트》. 2022년 12월 11일에 원본 문서에서 보존된 문서. 2022년 12월 11일에 확인함.
2. ↑  “アニメ『【推しの子】』2023年放送決定 アイ役は高橋李依 第1話は異例の90分拡大版”. 《ORICON NEWS》. oricon ME. 2022년 10월 13일. 2022년 10월 13일에 확인함.
3. 1 2  “【推しの子】Mother and Children”. 《映画.com》. 에이가닷컴. 2023년 2월 20일에 확인함.
4. ↑  “第2期制作決定。 第2期制作決定特報映像を公開。”. 《TVアニメ「【推しの子】」公式サイト》. 2023년 8월 24일에 원본 문서에서 보존된 문서. 2023년 6월 28일에 확인함.
5. ↑  “アニメ『【推しの子】』第2期が制作決定。アクアやルビー、アイが描かれたティザービジュアルや特報映像も解禁！”. 《ファミ通.com》. 2023년 6월 28일. 2023년 6월 29일에 확인함.
6. ↑  “第3期制作決定。 第3期制作決定ビジュアル公開。 第3期制作決定特報映像を公開。”. TVアニメ「【推しの子】」公式サイト. 2024년 10월 6일. 2024년 10월 6일에 확인함.
7. 1 2 3 4 5 6 7 8 9 10 11 12  “STAFF/CAST”. 《애니 "【최애의 아이】" 공식 사이트》. 2023년 5월 25일에 원본 문서에서 보존된 문서. 2023년 3월 25일에 확인함.
8. 1 2 3 4 5 6 7 8 9  “春アニメ『【推しの子】』本予告公開＆OP主題歌はYOASOBIが担当、追加声優に潘めぐみさん決定！　先行上映『【推しの子】Mother and Children』入場者プレゼント情報も公開”. 《애니메이트 타임즈》. 애니메이트. 2023년 2월 19일. 2023년 2월 20일에 확인함.
9. ↑  小野瀬太一朗 (2022년 6월 10일). “【推しの子】アニメ化！ 「かぐや様」赤坂アカ×「クズの本懐」横槍メンゴが原作の300万部超え大ヒットコミック”. 《아니메! 아니메!》. 이도. 2022년 6월 10일에 확인함.
10. ↑  “【推しの子】”. 《KADOKAWA IPライセンスビジネスサイト》. KADOKAWA. 2023년 2월 22일에 원본 문서에서 보존된 문서. 2023년 2월 23일에 확인함.
11. ↑  吉岡拓也(プロデューサー) (2023년 5월 4일). 《【推しの子】突撃！アフレコレポート#04》 (YouTube). TVアニメ【推しの子】公式チャンネル.
12. ↑  山下愼平(プロデューサー) (2023년 5월 11일). 《【推しの子】突撃！アフレコレポート#05》 (YouTube). TVアニメ【推しの子】公式チャンネル.
13. ↑  森樹 (2023년 9월 27일). “わかりやすく、でも突き詰めて――監督・平牧大輔が語る、アニメ『【推しの子】』の制作論①”. 《Febri》. 一迅社. 2023년 10월 8일에 확인함.
14. ↑  森樹 (2023년 9월 29일). “わかりやすく、でも突き詰めて――監督・平牧大輔が語る、アニメ『【推しの子】』の制作論③”. 《Febri》. 一迅社. 2023년 10월 8일에 확인함.
15. 1 2 3 4  森樹 (2023년 9월 28일). “わかりやすく、でも突き詰めて――監督・平牧大輔が語る、アニメ『【推しの子】』の制作論②”. 《Febri》. 一迅社. 2023년 10월 8일에 확인함.
16. ↑  “YOASOBIがアニメ「【推しの子】」OPテーマ担当、原作者・赤坂アカ書き下ろし小説をもとに制作”. 《음악 나탈리》. 나타샤. 2023년 2월 19일. 2023년 2월 19일에 확인함.
17. ↑  oshinoko_comic의 트윗 (1646173832536014849)
18. ↑  “女王蜂がアニメ「【推しの子】」エンディング主題歌担当、新曲携え全国ツアーへ”. 《음악 나탈리》. 나타샤. 2023년 3월 2일. 2023년 3월 2일에 확인함.
19. 1 2 3  “アニメ「【推しの子】」キャラソンCDが3枚同時リリース、Vol.1にはB小町アイのソロ歌唱曲”. 《음악 나탈리》. 나타샤. 2023년 4월 13일. 2023년 4월 13일에 확인함.
20. ↑  TVアニメ『【推しの子】』／「ぴえヨンブートダンス」ダンス映像 - 유튜브
21. ↑  【推しの子】Full moon…!/有馬かな【第九話「B小町」挿入歌】 - 유튜브
22. ↑  【推しの子】ピーマン体操/有馬かな【第九話「B小町」挿入歌】 - 유튜브
23. 1 2  【推しの子】STAR☆T☆RAIN/新生B小町【第十一話「アイドル」挿入歌】 - 유튜브
24. ↑  “【推しの子】世界トレンド1位も納得　スピード感たっぷり…手に汗握る怒涛のストーリーで濃密な時間”. 《WEBザテレビジョン》 (KADOKAWA). 2023년 4월 28일. 2023년 10월 22일에 확인함.
25. ↑  元城健 (2023년 7월 15일). “【推しの子】コミックス、ついに累計1200万部突破 このヒットはどこまで続く？　アニメ２期放送で2000万部も視野か”. 《リアルサウンド》. blueprint. 2023년 10월 8일에 확인함.
26. 1 2  “オリコン週間 Blu-rayランキング 2023年7月10日付”. 《オリコンニュース》. オリコン. 2023년 7월 6일에 원본 문서에서 보존된 문서. 2023년 10월 8일에 확인함.
27. 1 2  “オリコン週間 DVDランキング 2023年7月10日付”. 《オリコンニュース》. オリコン. 2023년 7월 6일에 원본 문서에서 보존된 문서. 2023년 10월 8일에 확인함.
28. ↑  “Blu-ray＆DVD”. 《アニメ『【推しの子】』公式サイト》. 2023년 11월 24일에 확인함.
29. ↑  “MUSIC”. 《アニメ『【推しの子】』公式サイト》. 2023년 5월 25일에 원본 문서에서 보존된 문서. 2023년 4월 14일에 확인함.
30. ↑  anime_oshinoko의 트윗 (1644328875495923714)
31. ↑  “TVアニメ『【推しの子】』生放送ラジオ『【推しの子】のおはなし』実施決定！”. 《アニメ『【推しの子】』公式サイト》. 2023년 3월 23일. 2023년 4월 5일에 원본 문서에서 보존된 문서. 2023년 5월 18일에 확인함.
32. ↑  anime_oshinoko의 트윗 (1657012405824798720)